# DarkSun
DarkSun är ett spanskt progressive power metal-band startat 2002 i Asturien (norra Spanien) med medlemmar från det numera splittrade bandet Nörthwind. Bandet är inspirerat av band som Blind Guardian, Helloween, Angra och Rage bland andra. Deras låttexter är för det mesta skrivna på spanska, men deras andra studioalbum El lado oscuro släpptes även i en engelsk version 2007 under namnet The Dark Side.

## Medlemmar
Senaste medlemmar
- Dani González – gitarr (2002–2008), sång (2002– )
- Tino Hevia – gitarr (2002– )
- David Figueiras – gitarr (2008– )
- Adrián Huelga – basgitarr (2009– )
- Miguel Pérez Martín – trummor (2010– )

Tidigare medlemmar
- Pedro Junquera – basgitarr (2002–2009)
- Daniel Cabal – trummor (2002–2005, 2008)
- Helena Pinto – keyboard (2002–2004)
- Rafael Yugueros – trummor (2006–2007)
- Víctor Fernández – keyboard (2006–2007)
- Ana Fernández – keyboard (2007–2009)
- Jose Ojeda – trummor (2008–2010)

## Diskografi
Studioalbum
- El legado (2004)
- El lado oscuro (2006)
- The Dark Side (2007)
- Libera Me (2008)
- Tocar el sol (2010)
- Memento Mori (2012)
- Crónicas de Araván (2016)
- Chronicles of Aravan (2016)